# Dysstroma wellmani
Dysstroma wellmani är en fjärilsart som beskrevs av Edward Alfred Cockayne 1946. Dysstroma wellmani ingår i släktet Dysstroma och familjen mätare. Inga underarter finns listade i Catalogue of Life.